# هرولدسبرگ
هرولدسبرگ (به آلمانی: Heroldsberg) یک شهر در آلمان است که در ارلانگن-هخشتات واقع شده‌است.

## خواهرخوانده
شهرهای Bóly و تایو خواهرخوانده‌های هرولدسبرگ هستند.